# Wesołówko
Wesołówko (deutsch Fröhlichswalde) ist ein Dorf in der polnischen Woiwodschaft Ermland-Masuren und gehört zur Gmina Wielbark (Stadt- und Landgemeinde Willenberg) im Powiat Szczycieński (Kreis Ortelsburg).

## Geographische Lage
Wesołówko liegt am Westufer des Omulef-Flusses (polnisch Omulew) in der südlichen Mitte der Woiwodschaft Ermland-Masuren, 17 Kilometer südwestlich der Kreisstadt Szczytno (deutsch Ortelsburg).

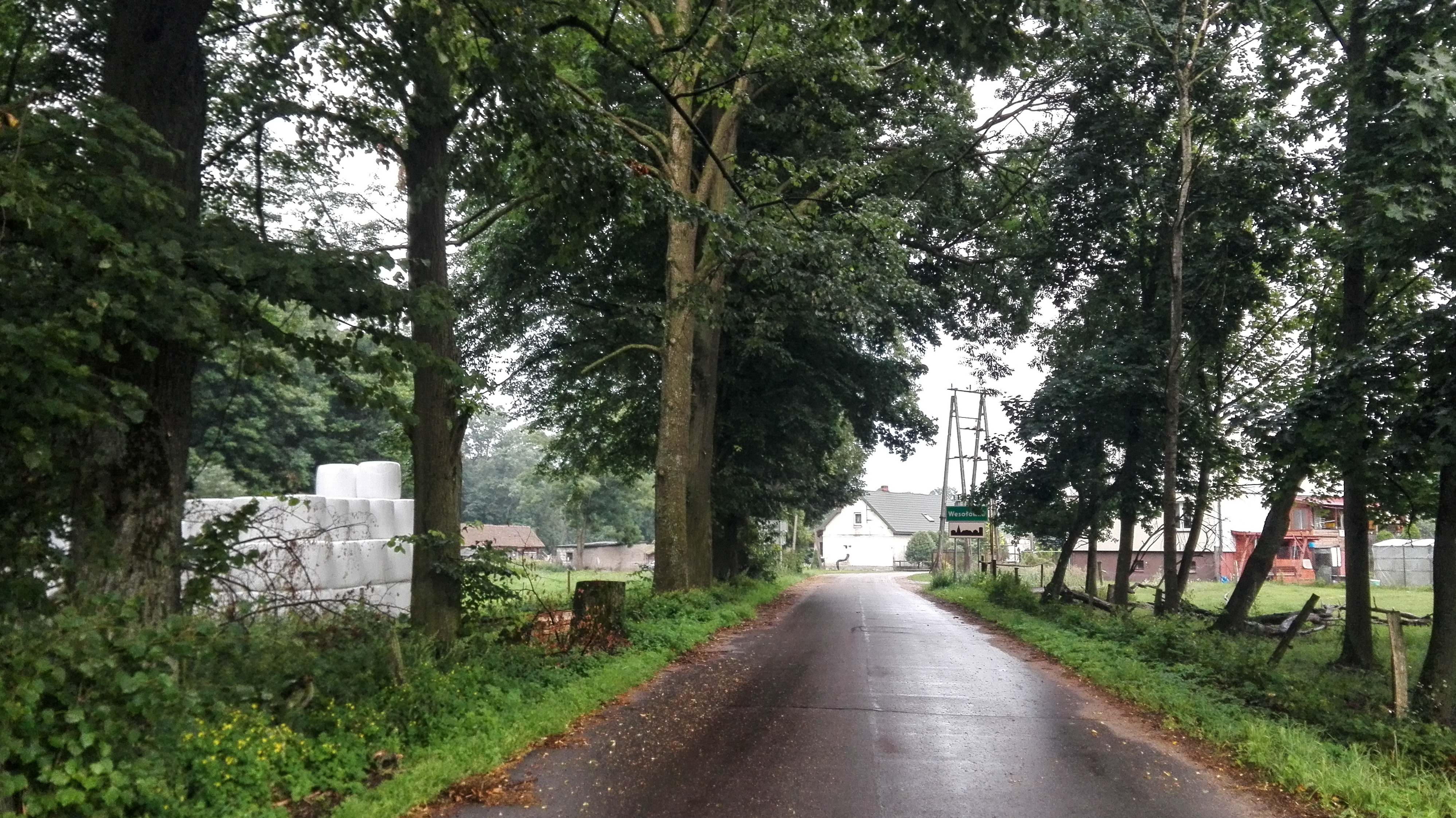
Straße von Wesołowo nach Wesołówko

## Geschichte
Das vor 1785 Frölingswalde genannte Dorf wurde 1711 als Schatulldorf gegründet. In der am 10. November jenes Jahres ausgestellten Gründungsurkunde wurden dem Oberwart Jakob Wilden zu rohdende Ländereien zwecks Anlage eines Dorfes verschrieben. Die wirtschaftlichen Verhältnisse der Dorfbewohner wurden 1781 als „äußerst dürftig“ beschrieben, eine kleine Besserung brachten die Regulierungsmaßnahmen des Omulefgebietes in der Mitte des 19. Jahrhunderts. Diese Maßnahmen kamen erst – dann aber zu wirtschaftlichem Erfolg führend – 1933/34 zum Abschluss.
Im Jahre 1874 wurde das aus mehreren mittleren und kleinen Höfen bestehende Dorf in den neu errichteten Amtsbezirk Kannwiesen (polnisch Chwalibogi, nicht mehr existent) im ostpreußischen Kreis Ortelsburg eingegliedert.
Im Jahre 1910 waren in Fröhlichswalde 70 Einwohner registriert. Ihre Zahl stieg bis 1933 auf 78 und belief sich 1939 auf noch 69.
Aufgrund der Bestimmungen des Versailler Vertrags stimmte die Bevölkerung in den Volksabstimmungen in Ost- und Westpreussen am 11. Juli 1920 über die weitere staatliche Zugehörigkeit zu Ostpreußen (und damit zu Deutschland) oder den Anschluss an Polen ab. In Fröhlichswalde stimmten 48 Einwohner für den Verbleib bei Ostpreußen, auf Polen entfielen keine Stimmen.
Als 1945 in Kriegsfolge das gesamte südliche Ostpreußen an Polen fiel, war auch Fröhlichswalde davon betroffen. Das Dorf erhielt die polnische Namensform „Wesołówko“ und ist heute eine Ortschaft im Verbund der Stadt- und Landgemeinde Wielbark (Willenberg) im Powiat Szczycieński (Kreis Ortelsburg), bis 1998 der Woiwodschaft Olsztyn, seither der Woiwodschaft Ermland-Masuren zugehörig. Im Jahre 2011 zählte Wesołówko 100 Einwohner.

## Kirche
Bis 1945 war Fröhlichswalde kirchlich zur Stadt Willenberg ausgerichtet: zur dortigen evangelischen Kirche in der Kirchenprovinz Ostpreußen der Kirche der Altpreußischen Union sowie zur römisch-katholischen Pfarrkirche dort im damaligen Bistum Ermland.
Heute gehört Wesołówko katholischerseits auch noch zur Pfarrei in Wielbark, die jetzt dem Erzbistum Ermland zugeordnet ist. Die evangelischen Einwohner sind zur Kreisstadt Szczytno (Ortelsburg) und der dortigen Pfarrei in der Diözese Masuren der Evangelisch-Augsburgischen Kirche in Polen zugehörig.

## Verkehr
Wesołówko liegt an der Woiwodschaftsstraße 508, die die Landesstraße 58 bei Jedwabno (Jedwabno, 1938 bis 1945 Gedwangen) mit der Landesstraße 57 bei Wielbark verbindet. Eine Anbindung an den Bahnverkehr besteht nicht.